# Stora Svarttjärnen, Ludvika kommun
Stora Svarttjärnen är en sjö i Ludvika kommun i Dalarna och ingår i Göta älvs huvudavrinningsområde. Sjöns area är 0,0269 kvadratkilometer och den befinner sig 311 meter över havet.